# Jens Munk
Jens Munk (* 3. Juni 1579 in Barbu, heute ein Stadtteil von Arendal, Norwegen; † 3. oder 23. Juni 1628 in Kopenhagen) war ein dänisch-norwegischer Seefahrer und Entdecker.

## Leben
Munk war der Sohn von Erik Munk († 1594), einem wegen seiner Verdienste im Dreikronenkrieg geadelten Offizier. Nachdem sein Vater 1585 in Ungnade gefallen und auf Schloss Dragsholm eingekerkert worden war, wuchs Jens Munk in Südnorwegen und bei seiner Tante im dänischen Aalborg auf. Bereits mit zwölf Jahren fuhr er zur See. Nach einem sechsjährigen Aufenthalt in Brasilien kehrte Munk 1598 nach Dänemark zurück.
In den Jahren 1609 und 1610 unternahm er auf zwei dramatisch verlaufenden Fahrten den Versuch, die Nordostpassage durch das nördliche Eismeer zu finden. Beide Expeditionen scheiterten jedoch.
Vom dänischen König Christian IV. zum Kapitän ernannt, nahm Munk von 1611 bis 1613 an dem für Dänemark siegreichen Kalmarkrieg teil.
Durch spektakuläre Aktionen in den folgenden Jahren, bei denen er z. B. unter Admiral Jørgen Daa († 1619) den Seeräuber Juan Mendoza († 1615) gefangen nahm, avancierte Munk zu einem der bedeutendsten Offiziere der königlichen norwegisch-dänischen Flotte.
Im Jahre 1619 erteilte ihm König Christian IV. den Auftrag, den Seeweg nach China durch die Nordwestpassage zu finden. Mit den beiden von ihm bei der Ausstattung selbst überwachten Schiffen Enhjørningen, einer kleinen Fregatte, und Lamprenen, einer Jagt, verließ Munk am 9. Mai 1619 Kopenhagen. Zu seiner 64-köpfigen Mannschaft gehörte auch Rasmus Jensen, der als erster nach Kanada gekommener lutherischer Pfarrer gilt. Munk kreuzte zuerst in der Davisstraße bis 69° N und gelangte auch zur Frobisher-Bucht. Schwierigkeiten bei der Navigation und schlechte Witterungsbedingungen ließen ihn die Hudsonstraße, den Zugang zur Hudson Bay, zunächst verfehlen, und so benötigte er fast einen Monat, um schließlich im September 1619 in die Hudson Bay zu gelangen. Infolge dieser Verspätung wurden die Schiffe nahe der Mündung des Churchill River vom Eis eingeschlossen, und die darauf nicht vorbereitete Expedition sah sich zur Überwinterung gezwungen. Als das Eis im Juni 1620 aufbrach, waren 61 Besatzungsmitglieder durch Kälte, Hunger und Skorbut gestorben. Nur Jens Munk und zwei Besatzungsmitglieder überlebten. Sie machten sich am 16. Juli 1620 mit der Jagt Lamprenen auf den Rückweg und erreichten am 20. September 1620 Bergen in Norwegen. Eine Gruppe von Indianern gelangte später an die Stelle, wo Munk überwintert hatte. Sie stießen auf eine Anzahl nicht beerdigter Leichen fremdartigen Aussehens und Munks hinterlassene Vorräte. Als sie das ihnen unbekannte Schießpulver anzündeten, wurden viele von ihnen getötet.
Zum Admiral befördert, setzte Munk seine militärische Karriere bis zu seinem Tode 1628 im Dienst der königlich-dänischen Flotte fort.

## Ehrungen
Die kanadische Insel Jens Munk Island im Norden des Foxe Basin und das Jens-Munk-Plateau (71° 28′ N, 23° 30′ W) im nördlichen Jameson Land in Grönland wurden Munk zu Ehren benannt.

## Werke
Ein Bericht über seine erste Reise wurde 1623 in Kopenhagen veröffentlicht unter dem Titel Efterretning af Navigationen og Reisen til det Nye Danmark af Styrmand Jens Munk, eine neue Ausgabe besorgte Peter Lauridsen (Kopenhagen, 1883). Christian Carl August Gosch gab unter dem Titel Danish Arctic Expeditions 1605 to 1620, volume ii. Hakluyt Society, No. xcvii (London, 1897) eine englische Übersetzung heraus.